# Protestas en el Cáucaso norte de 2022
Cuando comenzó la movilización en Rusia como resultado de la Invasión rusa de Ucrania, estallaron protestas en contra de la guerra y la movilización en Chechenia, Daguestán y otras regiones del Cáucaso ruso.

## Historia

### 21 de septiembre
El 21 de septiembre, el día en que se anunció la movilización en Rusia, varias decenas de mujeres intentaron realizar una manifestación de protesta contra la misma en Grozni, la capital de Chechenia. Todos ellos fueron detenidos. La acción enfureció al jefe de Chechenia, Ramzán Kadírov .

### 22 de septiembre

#### Babayurt
El 22 de septiembre, una carretera federal fue bloqueada a la salida de en Babayurt, Daguestán. Además, un grupo de aldeanos se reunió cerca de la oficina local de registro y alistamiento militar, donde tuvieron un enfrentamiento con un empleado de la oficina.

### 25 de septiembre

#### Endirey
El 25 de septiembre, los residentes de Endirey, distrito de Jasaviurtovski de Daguestán, participaron en una manifestación contra la movilización y bloquearon la carretera federal Jasaviurt-Majachkalá. El motivo de la protesta fue la movilización masiva, y no la movilización parcial prometida por el presidente Putin. Estaba previsto movilizar a 110 personas de un pueblo de 8.000 habitantes, incluidos los que habían regresado recientemente del ejército.
Las fuerzas de seguridad dispararon al aire para detener la concentración. Unas cien personas se reunieron, y tras el discurso del comisario militar, los manifestantes se dispersaron.

#### Nálchik
El mismo día, se llevó a cabo una acción de protesta, también con la participación principalmente de mujeres, en Nalchik, Kabardino-Balkaria . Varias docenas de residentes locales participaron en la manifestación frente al edificio del gobierno.

#### Majachkalá
Los canales de Telegram Morning Daguestán y 1ADAT actuaron como iniciadores y coordinadores de las manifestaciones.
En la tarde del 25 de septiembre, la gente, en su mayoría mujeres, se reunió para protestar en el centro de Majachkalá. Los manifestantes corearon "¡No a la guerra!" , "¡No a la movilización!" y "¡Nuestros niños no son abono!"  Cuando hasta varios manifestantes se reunieron en un mitin cerca del Teatro de Títeres, la policía inició las detenciones.
Según testigos presenciales, durante la detención se utilizaron pistolas paralizantes y granos de pimienta, los manifestantes, incluidas mujeres, fueron golpeados con porras y disparados al aire. Según OVD-Info, al menos 101 personas fueron detenidas. Se registró al administrador del canal de telegramas "Sótano de Daguestán", que transmitió los eventos en el mitin.
Los hechos fueron cubiertos por los periodistas del diario Chernovik, que informaron sobre la obstrucción de las actividades periodísticas por parte de las fuerzas de seguridad. El corresponsal de Caucasian Knot fue detenido.
Para calmar a los manifestantes, el comisario militar de Daguestán anunció que las personas que no tienen experiencia militar, así como los reclutas, no están sujetos al servicio militar obligatorio. También calificó de falsos los rumores sobre 13.000 personas sujetas a servicio militar obligatorio en la república. En el contexto de las protestas, el jefe de Daguestán, Sergei Melikov, anunció los errores cometidos durante las actividades de movilización, y al día siguiente prometió verificar personalmente los puntos de movilización. También llamó "malvados" a los organizadores. El jefe del Ministerio de la Juventud de la República de Daguestán, Kamil Saidov, habló sobre las acciones pagadas por Occidente. El alcalde de Majachkalá calificó la protesta como un intento de interrumpir el Día de la Ciudad de Majachkalá, que tuvo lugar en paralelo con la manifestación.
Al final del día, las tropas de Rosgvardia dispersaron la protesta. OVD-Info, tras los resultados de la acción informó de detenciones "muy duras".
Poco después de la dispersión de las protestas en Daguestán, los organizadores decidieron organizar un movimiento partisano. Según los organizadores del movimiento partidista, "a partir del 26 de septiembre, todos verán su plan". Por la noche, los organizadores anunciaron un ultimátum exigiendo la liberación de todos los detenidos, de lo contrario amenazaron con bloquear las carreteras federales de la república y cortar la comunicación ferroviaria.

### 26 de septiembre

#### Nálchik
Se llevó a cabo una manifestación en Nálchik, Kabardino-Balkaria. A los manifestantes se unieron funcionarios locales. Se negaron a responder preguntas sobre cuántas personas serían movilizadas desde la república.

#### Nartkala
Se informaron protestas en Nartkala y se publicaron fotografías.

#### Jasaviurt
En la ciudad de Jasaviurt, unas cien personas salieron a protestar. Hubo escaramuzas entre las fuerzas de seguridad y los manifestantes. La policía llevó a cabo duras detenciones de manifestantes.

#### Majachkalá
Desde las 15:00, hora local, la gente comenzó a reunirse en la plaza central de Majachkala. Pronto, comenzó una pelea masiva entre manifestantes y policías en la plaza central. Se sabe de 110 detenidos.
La plaza fue acordonada por la policía y la Guardia Nacional desde el primer momento. Testigos presenciales informaron que las fuerzas de seguridad estaban golpeando a los manifestantes, mientras que los miembros de la Guardia Nacional también amenazaron a los periodistas y exigieron que se retirara el video de los arrestos. Las fuerzas de seguridad también utilizaron gases lacrimógenos contra los manifestantes.

### 30 de septiembre
Se anunciaron acciones de protesta en Majachkalá y otras ciudades de Daguestán el 30 de septiembre. En la mañana del 30 de septiembre, hubo informes de que el FSB había detenido a algunos administradores y miembros de los canales de Telegram que publicaban convocatorias de mítines. En los medios progubernamentales, tales canales de telegramas fueron llamados "creados como parte de la información y la acción subversiva del CIPSO GUR del Ministerio de Defensa de Ucrania bajo el patrocinio de la CIA de Estados Unidos ." 

#### Majachkalá
Según Kavkaz.Realii, los policías instalaron barreras en la plaza central de la ciudad y se observó una mayor presencia de agentes del orden alrededor de la plaza.
También había un grupo de policías cerca de algunas mezquitas de la ciudad. Lo más probable es que las fuerzas del orden temieran que después de las oraciones del viernes, los feligreses fueran a las manifestaciones.
Los estudiantes de último año de seis escuelas en Majachkalá, ubicadas en el centro o cerca de él, permanecieron en la escuela hasta las 6-7 pm, extendiendo la jornada escolar. Al mismo tiempo, había escuelas donde las clases se impartían como de costumbre.

## Casos contra detenidos
El 27 de septiembre, la secretaria de prensa del Alto Comisionado de la ONU para los Derechos Humanos, Ravina Shamdasani, pidió a las autoridades rusas que liberaran a los rusos detenidos por las protestas, destacando la situación en Daguestán. Se dijo: "Resaltamos que la detención de personas únicamente por ejercer su derecho a la reunión pacífica y la libertad de expresión constituye una privación arbitraria de la libertad".
Al 28 de septiembre, se han iniciado 30 procesos penales en Daguestán contra los detenidos en las protestas. Algunos de los casos están siendo manejados por activistas de derechos humanos de OVD-Info, los abogados informan que todos los acusados tienen lesiones corporales. La abogada Nadezhda Borodkina, que está a cargo de 4 casos, dijo que los detenidos fueron torturados en los departamentos de policía.

## Reacciones
El 23 de septiembre, el jefe de Chechenia, Ramzán Kadírov, afirmó que la movilización en la región fue cancelada.
El 25 de septiembre, el presidente de Daguestán, Sergei Melikov, declaró que "se cometieron una serie de errores en el curso de la movilización parcial en las entidades constitutivas de Rusia". Pidió a los residentes que denunciaran las violaciones de los derechos legales de los ciudadanos y afirmó que todos los incidentes serían investigados.
Durante las manifestaciones del 25 de septiembre, el presidente de Ucrania, Volodímir Zelenski, hizo un llamamiento a los daguestaníes para que apoyaran las protestas y los instó a resistir la movilización.
El 26 de septiembre, Melikov afirmó que "las protestas de Majachkalá fueron controladas desde el extranjero".